# Cyclidiopsis acus
Cyclidiopsis acus is een soort in de taxonomische indeling van de Euglenozoa. Deze micro-organismen zijn eencellig en meestal rond de 130-190 µm groot. Het organisme komt uit het geslacht Cyclidiopsis en behoort tot de familie Astasiaceae. Cyclidiopsis acus werd in 1917 ontdekt door Korchikow.